# Monte Lupone
Il Monte Lupone (1.378 m s.l.m.) è una montagna dei Monti Lepini nell'Antiappennino laziale. Si trova nel Lazio tra la provincia di Roma (comuni di Segni e Montelanico) e la provincia di Latina (comune di Cori).